# Volet 1 : Le Poison d'Avril
Albums de La Rumeur
Volet 2 : Le Franc-Tireur
(1998)
Le Poison d'Avril est le premier EP de La Rumeur, sortie en 1996 en vinyle et 1997 en CD produit sur le label indépendant FUAS MUSIC, distribué par Chronowax et Pias. Il est le premier volet d'une trilogie dont chacun des épisodes met en avant un des rappeurs du groupe. Ekoué est le principal artiste de cet EP.
Après un accord passé (rachat de contrat) entre le Label manager de FUAS MUSIC (Monté-Cristo) et EMI début 2000, Il fut réédité en même temps que toute la trilogie d'EP le 28 août 2000 en CD et vinyle, chez cette même Major EMI.

## Morceaux
1. Le coup monté (Ekoué-Hamé-Mourad-Philippe / Soul G-Kool M)
2. Du déclin au défi (Ekoué / Soul G-Kool M)
3. Blessé dans mon ego (Ekoué / Soul G-Kool M)
4. De l'eau dans mon vitriol (Ekoué / Soul G-Kool M)
5. Personne n'est moins sourd (Ekoué / Soul G-Kool M)